# روستا انسین انگواسا
روستا انسین انگواسا (به لاتین: Ancien Village Ngouassa) یک منطقهٔ مسکونی در جمهوری آفریقای مرکزی است که در Bamingui-Bangoran واقع شده‌است.